# Якушкін Павло Іванович
Павло Іванович Якушкін (14 [26] січня 1822, Орловська губернія—8 [20] січня, 1872, Самара) — російський письменник, фольклорист та етнограф. Був учасником демократичного руху серед російських етнографів. Якушкін опрацював новий метод збирання фольклору, спрямований на дослідження всіх особливостей життя народу, абсолютну точність запису. Окрім збору пісень, Якушкін також писав коментарі, оповідання та етнографічні нариси.
Праці Якушкіна мали значний вплив на розвиток української фольклористики та етнографії другої половини 19 століття. Він також захищав право українців на самостійний національний розвиток, поділяючи погляди Т. Шевченка, з яким був знайомий. 1861 в газеті «Северная Пчела» Якушкін опублікував статтю про зустріч і проводи в місті Орлі труни Шевченка, коли її перевозили з Петербургу на Україну; у журналі «Основа» опублікував етнографічні матеріали, зібрані в Стародубському повіті.
Помер на засланні у Самарі.

## Біографія
Павло Якушкін народився в маєтку Сабурово в Малоархангельському районі Орловської губернії, був одним із шести синів Івана Андрійовича Якушкіна, військовослужбовця у відставці, та його дружини Праскові Фалеївни, колишньої кріпачки, яка отримала волю.
Після закінчення Орловської гімназії, вступив до Московського університету на кафедру фізики та математики. Через чотири роки кинув навчання в університеті та почав збирати фольклорні матеріали. У цьому йому допомог його вчитель Петро Васильович Кірієвський, якій почав залучати молодого етнографа до різних подорожей російськими провінціями. Для того, щоб спілкуватися з людьми, Якушкін одягався в мандрівника-продавця, який обмінював товари на пісні та розповіді селян. Вважаючи себе частиною народу, він не відмовлявся від цього методу етнографічного збору. За своє життя він провів експедиції в селах Малоархангелського, Спаського, Ростовського та Переяславського (Залеського) районів.
Якушкін приїхав до Петербурга у 1858 році, коли все суспільство очікувало звільнення кріпаків. В літературних гуртках його зустріли як відомого народолюбця та запрошували його друкуватися в таких журналах, як «Іскра», «Бібліотека для чтенія», «Вітчизняні записки» та ін. Він незабаром став відомим в столиці, з'являвся на літературних читаннях і показувався на вулицях в своєму оригінальному вигляді людини, яка «обійшла пішки всю Росію».
В 1865 році Якушкін був заарештований як небезпечний агітатор, якій бентежить народ. Після цього, його відправили в Орел, де він провів деякий час з матір'ю. Страждаючи в Орлі, він подав прохання на переведення в інше місце, і незабаром був переправлений в Астраханську губернію, де він прожив до 1871 року. За роки, проведені там, його здоров'я погіршилося, а пристрасть до алкоголю збільшилася. В 1871 році, йому було дозволено змінити місце проживання на Самару. В Самарі він захворів на поворотний тиф та незабаром помер.

## Літературна діяльність
Літературна діяльність Якушкіна поділяється на два періоди. Перший та найважливішій період-це збирання фольклору та народних пісень. Спочатку ці матеріали друкувалися в збірниках етнографа і фольклориста Петра Кірієвського. Проте вже в 1859 році Якушкін зміг деякі зі своїх знахідок видати під своїм ім'ям у журналах «Літописи російської літератури і старовини» та «Вітчизняні записки», а також у збірнику «Ранок». Лише після 1859 року він зміг надрукувати окремі збірники зі своїми роботами, які були дуже високо оцінені читачами.
У більш зрілий період творчість Якушкіна включала і популярну на той час белетристику. Це були різноманітні нариси та оповідання про життя людей на півдні Російської імперії. Крім того, Якушкін долучився дотогочасного інтелектуального дискурсу, який розглядав такі соціальні, політичні та економічні проблеми, як майбутня доля селян, революційні настрої молоді, «жіноче питання» тощо. Оповідання Якушкіна—це виключно злободенні, демократично-налаштовані тексти, які, на превеликий жаль, ще не були ґрунтовно досліджені ані істориками, ані літературознавцями.

## Текст Якушкіна, присвячений Т.Г.Шевченкові «Останки Т.Г.Шевченка в Орлі»
Вівторок, 2 травня, 1861 р.
Вчора, годині о другій, ми за листом з Петербурга дізналися, що тіло Тараса Григоровича Шевченка повезуть через Орел. І. М. Лазаревський, який отримав цей лист, запросив всіх, і знайомих, і незнайомих, кому тільки дорога пам'ять Шевченка, прийти до нього годині о сьомій, щоб вирішити, як зустріти знаменитого небіжчика.
Коли ми, в числі 9 осіб, зібралися, то вирішили: 1) назавтра телеграфічною депешею запитати Тулу, чи проїхало тіло Тараса Григоровича через це місто і якщо не проїхало, то просити надіслати повідомлення, коли воно проїде; 2) відправити завтра естафету на першу станцію від Орла і запросити одного з проводжаючих тіло приїхати в Орел, а іншому залишитися близько труни; 3) одному з нас їхати за 5 верст від міста в ботанічний сад, щоб купити вінка, квітів, а іншим повідомити своїх знайомих, що завтра будуть провозити тіло Шевченка.
Лише ми розійшлися годині о 12-ій, як Лазаревський дізнався, що тіло вже привезено на станцію; він дав знати нам про це, додавши, що тіло Тараса Григоровича прибуде до 9 години ранку.
Багато було охочих поклонитися праху знаменитого небіжчика; багатьом треба було сказати, що вони тільки до 9 годин можуть поклонитися труні Шевченка, але часу залишалося мало, — годин чотири-п'ять, не більше, і те вночі.
Яким чином був запрошений полковий священник камчатського полку, я не знаю; але коли я прийшов на поштову станцію то дізнався, що ми можемо відслужити й панахиду. Народу, незважаючи на те, що дуже короткий час дозволяв оповістити лише небагатьох, зібралося досить багато: тут були і чиновники, і купці, і офіцери, і прості мужики …
— «Де стоїть труна?» запитав я когось, підходячи до поштової станції.
— «Ідіть в ворота, там у двір під сараєм!»
Входжу: у дворі під покрівлею, серед порожніх ямських возів, на купі гною, стоять дроги з труною, покритою
Червоною китайкою, Заслугою козацькою! …[1]
Натовп народу більш і більш прибував … нарешті, о пів на десяту годину труну, оточену натовпом, вивезли на вулицю; прийшли гімназисти зі своїм опікуном, директором, вчителями; священик відслужив панахиду і поїзд вирушив.
По дорозі натовп народу збільшився, як снігова куля; приїхало кілька дам; хлопчики шмигали біля труни … І незважаючи на страшну спеку, проводжали поета за шосейну заставу.
За заставою відслужили панахиду; нам дали один з вінків, що лежали на труні, який був розірваний усіма в одну хвилину, а інший, на пам'ять, в гімназію. Труна, прикрашена вінками, вирушила; ми пішли в гімназію, де була відслужена панахида і оголошено збір коштів на училище на честь Шевченка та на користь його родини.
[1] Українська народна пісня «Чорна рілля ізорана…»